# Benthamiella azorella
Benthamiella azorella är en potatisväxtart som först beskrevs av Carl Skottsberg, och fick sitt nu gällande namn av Soriano. Benthamiella azorella ingår i släktet Benthamiella och familjen potatisväxter. Inga underarter finns listade i Catalogue of Life.